# Barabáš (biblická postava)

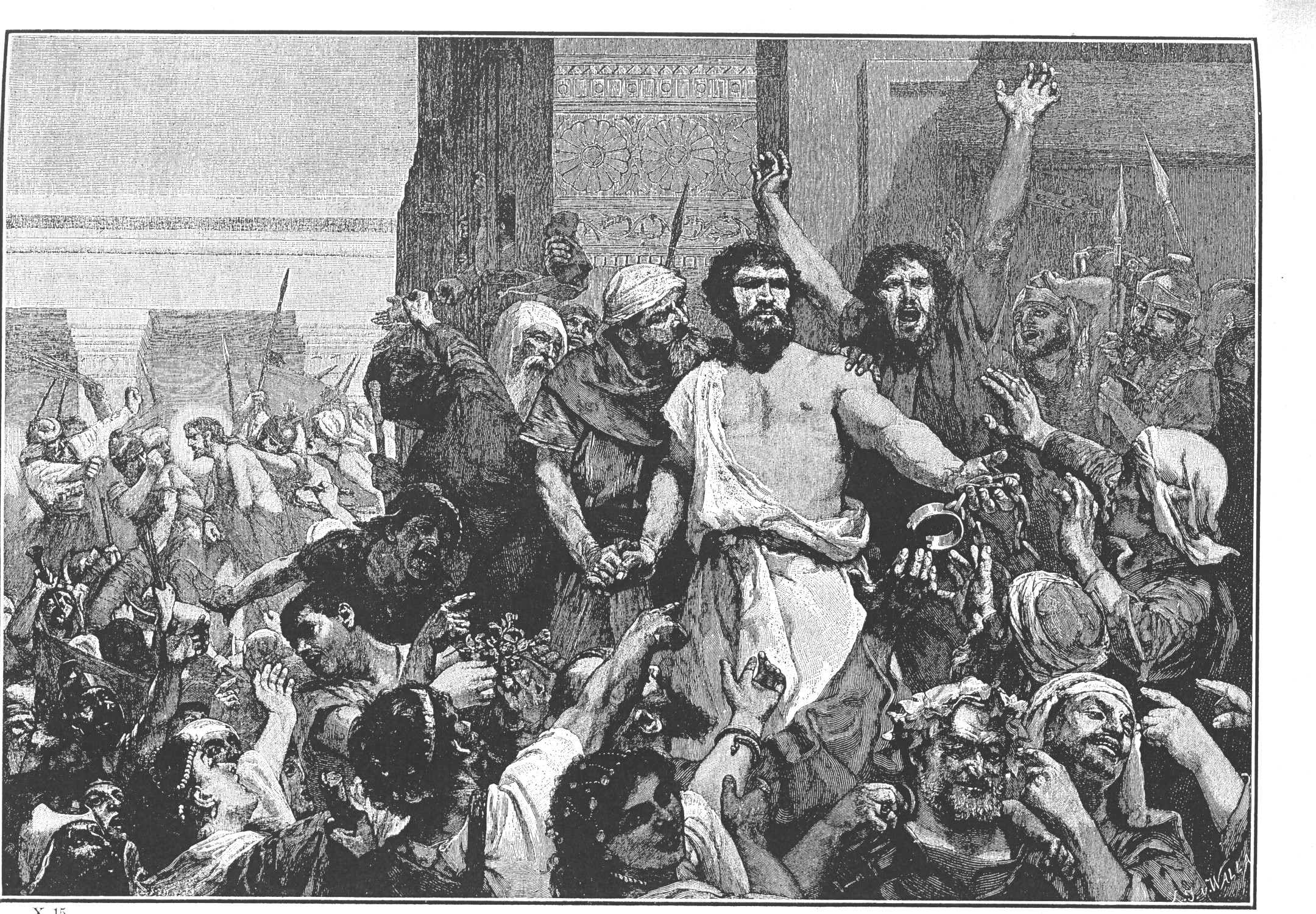
Dav žádá osvobození Barabáše (ilustrace 1910)

Barabáš je biblická novozákonní postava. Podle staré tradice se celým jménem jmenoval Ježíš Barabáš.
Postava Barabáše je součástí postního velikonočního příběhu v biblických evangeliích. Byl to židovský vzbouřenec, který se při povstání dopustil i vraždy. Židovský historik Josephus Flavius uvádí, že byl zélota. Dav sledující Ježíše před místodržitelem Pilátem si jej vyžádal o velikonočních svátcích, kdy bylo zvykem propouštět jednoho vězně. Pilát ustoupil tlaku davu, ač sám říká, že na Ježíši vinu nenalézá.
Někteří badatelé se domnívají, že Barabáš byl oblíben natolik, že si dav vyžádal jeho amnestii, protože v něm spatřoval mocného lídra, který osvobodí židovský lid.